# Jersey Royal Potatoes

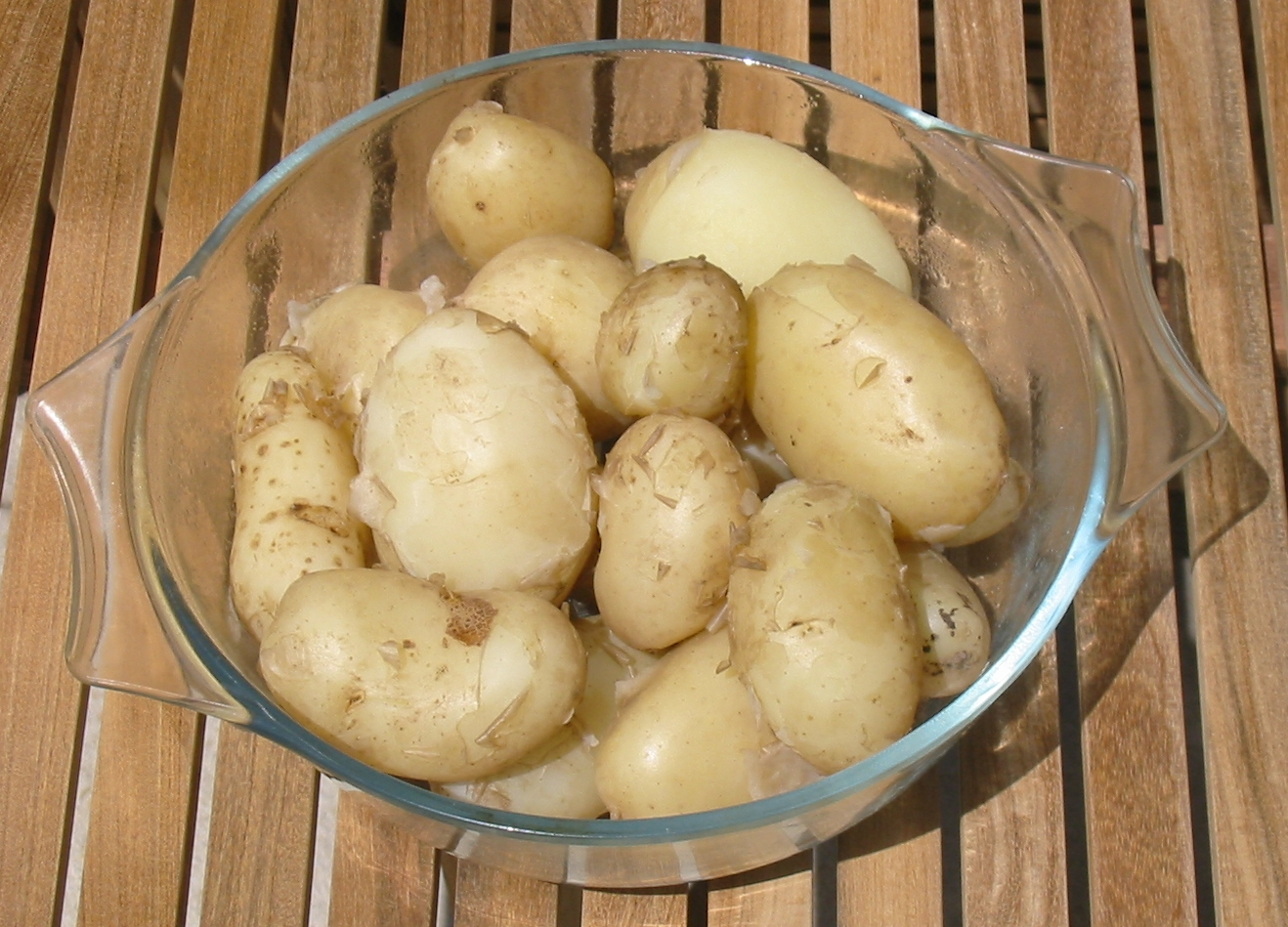
Pommes de terre Jersey Royal bouillies

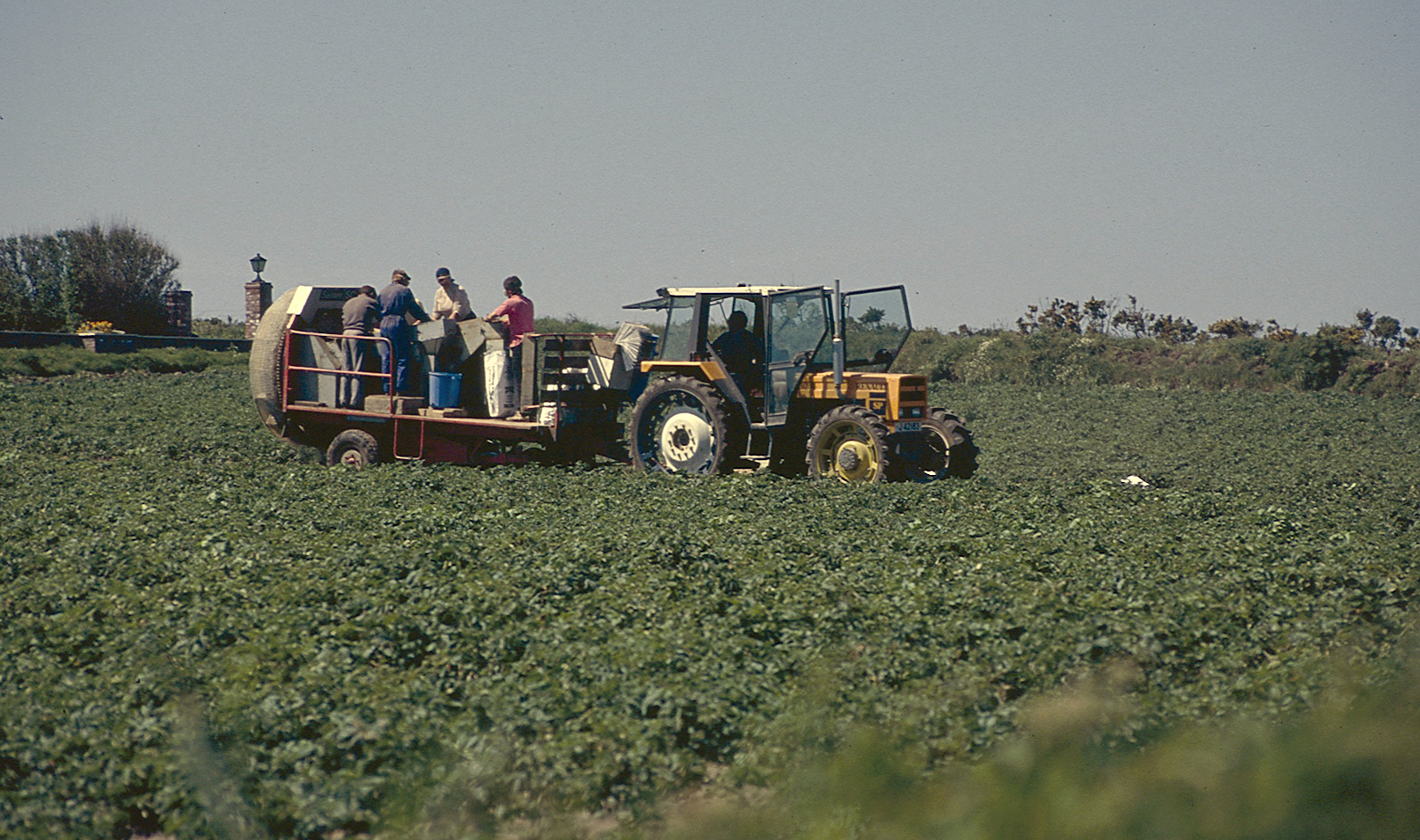
Récolte des pommes de terre à Jersey

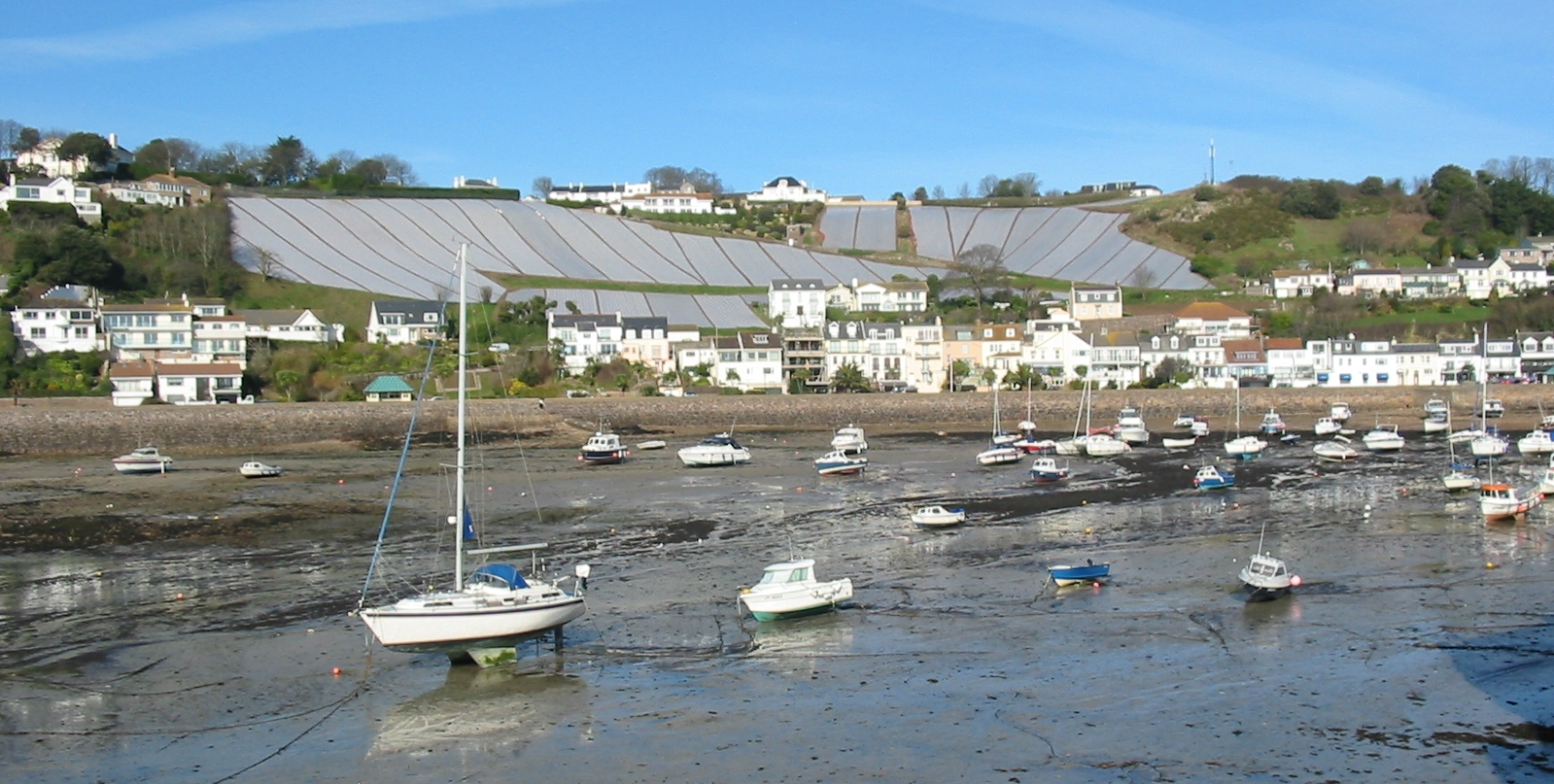
Plantation de pommes de terre sous film plastique au-dessus du port de Gouray

Les Jersey Royal Potatoes (français : pommes de terre royales de Jersey, en jersiais : patate Rouoyale dé Jèrri) sont à la fois une appellation d'origine et une marque commerciale (Jersey Royal) de pommes de terre primeurs cultivées dans l'île de Jersey.
Ces pommes de terre sont commercialisées exclusivement au Royaume-Uni où elles sont principalement connues pour être cultivées uniquement à Jersey.
C'est une pomme de terre de taille moyenne à chair ferme, à la peau blanc-jaunâtre et à la chair de couleur crème. La variété utilisée est un clone d'une variété traditionnelle britannique connue sous le nom de 'International Kidney',.

## Histoire
Vers 1880, un agriculteur de Jersey, Hugh de la Haye, montra à ses amis une grosse pomme de terre qu'il venait d'acheter, avec quinze « yeux », portant autant de germes. Ils se partagèrent cette pomme de terre qu'ils plantèrent dans un « côtil », champ en forte pente au-dessus de la vallée de Bellozanne. L'un des plants donna des pommes de terre réniformes, à la peau fine comme du papier, qu'ils appelèrent « Jersey Royal Fluke », nom abrégé par la suite en « Jersey Royal ».

## Caractéristiques botaniques
La plante de taille moyenne a un port dressé et ouvert, à tiges nombreuses, ramifiées. Les feuilles, de couleur vert foncé, portant des traces de pigmentation sont moyennes, ont des  folioles nombreuses, au bord lisse et ondulé.
Les fleurs peu nombreuses, de couleur blanche, fructifient rarement.
Les tubercules de forme oblongue allongée, ont une chair jaune clair et la peau jaune aux yeux moyennement enfoncés.

## Qualité culinaire
Les Jersey Royal sont des pommes de terre à chair ferme, à teneur en matière sèche faible, qui se tiennent bien à la cuisson. Elles sont classées dans le groupe culinaire A. Leur caractère de pomme de terre de « primeur », c'est-à-dire récoltées avant maturité, leur donne une saveur particulière, attribuable également au « terroir ».

## Situation actuelle
Les pommes de terre royales de Jersey bénéficient, depuis le 12 juin 1996, d'une appellation d'origine protégée (AOP) dans le cadre de la Politique agricole commune de l'Union européenne.
Depuis 2004, les Jersey Royals sont commercialisées sous une nouvelle marque, avec un nouveau logo “Genuine Jersey Royal New Potatoes”, qui figure un paysage stylisé mais ne fait aucune référence à l'appellation AOP.
Le marché de la pomme de terre royale de Jersey représente une valeur annuelle de 35 millions de livres sterling. C'est la première exportation agricole de Jersey, elle représente 70 % des recettes agricoles de l'île. 99 % de la production sont exportés vers le Royaume-Uni via le port de Portsmouth, le 1 % restant est consommé dans l'île.